# Tulipa anisophylla
Tulipa anisophylla là một loài thực vật có hoa trong họ Liliaceae. Loài này được Vved. miêu tả khoa học đầu tiên năm 1935.